# Dave, Belgien
Dave är en ort i Belgien.   Den ligger i provinsen Namur och regionen Vallonien, i den centrala delen av landet, 60 km sydost om huvudstaden Bryssel. Dave ligger 86 meter över havet och antalet invånare är 1 552.
Terrängen runt Dave är platt norrut, men söderut är den kuperad. Dave ligger nere i en dal. Runt Dave är det ganska tätbefolkat, med 90 invånare per kvadratkilometer.. Närmaste större samhälle är Namur, 6,0 km norr om Dave. 
I omgivningarna runt Dave växer i huvudsak blandskog.